# Acacia divaricata
Acacia divaricata är en ärtväxtart som beskrevs av Nikolaus Joseph von Jacquin. Acacia divaricata ingår i släktet akacior, och familjen ärtväxter. Inga underarter finns listade i Catalogue of Life.